# 夜のせんせい
『夜のせんせい』（よるのせんせい）は、2014年1月17日から3月21日まで毎週金曜日 22:00 - 22:54（JST）に、TBS系列の「金曜ドラマ」枠で放送されていた日本のテレビドラマ。主演は観月ありさ。
東京都大田区蒲田を舞台としている。
キャッチコピーは「どれだけ夢に破れても、人は生きていける！」。

## あらすじ
夜野桜は、見栄っ張りで浪費癖のある38歳の女性。様々な職業を転々としながら、現在は西蒲田のスナックのママとして働いていた。ところが、このスナックの常連である日の出学院の副校長・砂川誠にスカウトされ、定時制高校の教員となってしまった。「一人でも生徒が退学したら即時解雇処分」を条件として勤務することとなったが、その定時制高校の生徒たちは年齢も生活環境もまるで違う、様々なキャラクターを持つ生徒ばかりであった。

## キャスト
複数話・単話登場の場合は演者名の横の括弧（）内に表記。一部を除いて劇中クレジット順に表記。

### 日の出学院

#### 教員
夜野 桜（よるの さくら）〈38〉
演 - 観月ありさ
定時制4年1組担任。砂川のスカウトでスナックのママから定時制の臨時教員に転身する。
上奈 瑠奈（うえな るな）
演 - 大政絢
定時制4年1組副担任。英語科担当。文部科学省の官僚を目指していたが試験に落ち、次のキャリア試験までの繋ぎで日の出学院の教職に就く。
武頼 貞夫（ぶらい さだお）
演 - 矢柴俊博
主任教員。教員になった時から定時制にいるような人。特に向上心の様なものはなく、現在の地位を確保するため、校長の腰巾着の様に振る舞っている。
砂川 誠（すながわ まこと）
演 - 光石研
副校長。日の出学院創始者の孫。桜の教師転身前はスナック「来夢来人」の常連客だった。
柳島 武彦（やなしま たけひこ）
演 - 中原丈雄
校長。全日制の足枷になっている定時制を廃止にするべく、思いを巡らせている。定時制4年1組に一人でも退学者が出た場合に砂川を解雇処分にするという条件付で桜を臨時教員として認める。

#### 定時制4年1組
黒井 華（くろい はな）〈24〉
演 - 蓮佛美沙子
対人恐怖症の傾向が強い生徒。幼稚園のころから幼馴染で同級生だった高橋が高校生時代に凄惨ないじめを受けた後に自殺を図り、その場にいたにもかかわらず傍観者になり手を差し伸べなかったことに心を痛めて、8年間も自宅に引きこもる。
上武 俊介（じょうぶ しゅんすけ）
演 - 田中圭
年商1000億円を稼ぐIT企業「REEM」社長。家具屋の3代目だった父が友人の借金の連帯保証人になり、全ての資産を失う。持家や財産を失ってからは貧乏生活を送り、金がなくなると周りの友達も離れていき、その悔しさから父のような哀れな末路はたどりたくないと思い、社会に於いて勝者になることだけを考えて生きてきた。
山田 一郎（やまだ いちろう）〈33〉
演 - 高橋一生
酒が抜けないまま授業を受けることもあるホストで源氏名は星野流星。田舎から上京し、29歳まで工場などの派遣業で金を貯め飲食店を始めたいと考えていたが、共同経営者の田舎の先輩に運営資金を持ち逃げされてしまう。
手元には多額の借金だけが残り、その後ホストの職に就く。最近では若手に抜かれて、指名順位がNo.32まで落ち込み店での居場所をなくしていた。一時期は俳優の道を目指していた。
橘 かえで（たちばな かえで）
演 - 新川優愛
週刊少年ジャンボなどの巻頭を飾るグラビアモデル。
大神 玲（おおがみ れい）
演 - 山本舞香（幼少期：庄子愛華）
ファーストフードアルバイト店員。スプレー缶の落書き事件の目撃者ではあるが、翔太と仙波の親子を守るため犯人を語ることはなかった。母は5年前に家を飛び出し、6歳下の弟は現在養護施設で暮らしている。
アルコールが原因で肝臓疾患を抱える父や家族を守るために卒業後は就職しか選択肢はないと思っていた。しかし、7歳まで家族4人で住んでいた一戸建ての家に強い思い入れがあり、将来は建築士になることを考え、建築専門学校受験の準備をしていた。
白崎 桃（しろさき もも）
演 - 清水くるみ
「姫野姫子」という芸名で地下アイドルとして活動している。現在所属している芸能事務所はメジャー路線が強く、自分が考えているアイドル像と方針が合わない理由から、事務所を移籍したいと思っていた。
宇垣 隆将（うがき たかまさ）
演 - 太賀
鳶職人。数々の暴力事件を起こし、「ウガリュウ」の通り名で知られている伝説的な不良と同姓同名だけで本人と勘違いされ、不良の風貌や威嚇しただけで恐れられてしまう。中学時代にいじめを受けていた弱い自分から脱却し強くなりたいと思い、空手など色々習って来たがいざとなると臆病になるため、不良の振りをしていた。仙波や大澤を信頼している。
若杉 公則（わかすぎ きみのり）
演 - 岡山天音
城南予備校に通い、模擬試験で1位の成績を収める。
神戸 優奈（かんべ ゆうな）〈27〉
演 - 滝裕可里
キャバクラ嬢。高倉は母方の祖父。慶應義塾大学卒で商社勤務の彼氏・綾小路正と結婚するため、現在まで勤務していたキャバクラを退職する。結婚生活は愛ではなく経済力だと割り切り、条件に合う男性を探し27歳までに結婚することを目標にしていた。
木村 政代（きむら まさよ）
演 - 江原由夏
怪我が原因で柔道選手を引退し、現在は総合格闘技のジムに通っている。
梶原 治（かじわら おさむ）
演 - 大倉孝二
高校生時代に少年ジャンボ漫画大賞受賞後、『レジェンドソード』という作品で漫画家デビューするも人気が低迷し、連載開始からすぐに打ち切りになってしまう。それからはフリーの漫画家アシスタントを26年間務め、再デビューのタイミングをはかっていた。
宗村 真理（むねむら まり）
演 - 堀内敬子
専業主婦。夫・孝明は多角的に会社を経営し、自身も税金対策のために一社の役員に名を使用されていた。
仙波 剛三（せんば ごうぞう）〈57〉
演 - 大杉漣（第4話 - ）
ホルモン治療による入院で暫く学校を休学していたが、復学初日に変わり果てた姿になっており、皆を驚かせた。産まれたときから「性同一性障害」について悩みを抱えて来た。学生時代は「男女（おとこおんな）」と呼ばれていじめに遭うようになり、居場所が作れなかった高校を中退する。女性と結婚するが12年前に離婚し、それから息子の翔太とも会っていなかった。日の出学院で再会するも息子の立場を守るため、親子の名乗りを挙げることはなかった。
今まで自分自身を騙し隠して生きていたが、定時制高校の卒業前にカミングアウトする決意を固め、性転換する治療を始める。息子と同じくサッカーが得意。
外内 耕介（そとうち こうすけ）
演 - 笹野高史
スーパー「ワールドマート」元会長。元実業家という事もあり警察官僚にも顔が広く、今までに培ってきた人脈を活用し、桜や生徒たちの窮地を救う。現在は冗談好きな好々爺といったキャラクターだが、まだ現役だった頃は仕事優先や不倫などで家庭を顧みない生活を続けてきた。
現状に気が付いたときには家族は失踪し、妻の携帯の留守番電話に5年間も家族旅行の計画を吹き込んでいるが、返事はない。
高倉 富雄（たかくら とみお）〈87〉
演 - 織本順吉
元金属加工職人。当時、他の職人に作れない精密な部品を生産できていることに誇りを持っていた。
大澤 雄大（おおさわ ゆうだい）
演 - 山本耕史
暴力団組織「極栄会」構成員。冷静沈着で素人相手には喧嘩を行わない。親の顔も知らず身寄りもなく、物心がついた時には児童養護施設で暮らしていた。心が荒み悪さをしていた18歳の頃に優しい声を掛けてくれた極栄会会長を親代わりとして慕い、今まで組織のために忠実に働いてきた。

#### 全日制
高原 翔太
演 - 葉山奨之（幼少期：安達大輝）
仙波の息子。3年3組。サッカー部。定時制の生徒が疎ましく、調子に乗っている宇垣や大澤を集団で襲撃する。生徒会長の立場上、12年振りに見掛けた父が女性の格好をしていることに悩み苦しんでいた。父を退学させるためにスプレー缶の落書き事件を起こした。幼少時代は切手集めが趣味で父親が大好きだった。

### その他
凛凛
演 - 池谷のぶえ
スナック「来来」のママ。桜の友達で相談相手。
宗村 亮平
演 - 木戸邑弥
真理の息子。

### ゲスト

#### 第1話
高橋（たかはし）
演 - 布川隼汰
華の幼馴染。中学時代に壮絶ないじめを受け飛び降り自殺を図ったが、一命は取りとめる。現在は運送業の職に就いている。

#### 第2話
谷川（たにがわ）
演 - 髙橋洋
桃も所属している地下アイドルグループ「蒲田美少女クラブ」をマネージメントする芸能事務所社長。
春本 清（はるもと きよし）
演 - おさる（第9話）
「第8回国民的JKアイドルオーディション」審査員。
西郡 メイ（にしごり メイ）
演 - 馬場夏美
全日制芸能コースに通う生徒で大手プロダクションに所属するアイドル。

#### 第3話
胡桃 たかし（くるみ たかし）
演 - 袴田吉彦
梶原とはデビュー年が同じで、少年ジャンボ漫画大賞は佳作評価だった。今は立場が逆転して年収3億円を稼ぐ漫画家。
鬼山 正春（おにやま まさはる）
演 - 大石吾朗
梶原をはじめ、多くの漫画家をしごき抜いてきた鬼の漫画編集者。

#### 第4話
広瀬（ひろせ）
演 - 平埜生成（第5話）
翔太の仲間。父は警察庁のキャリア職員。

#### 第6話
聖也
演 - 菊田大輔
山田の後輩ホスト。
三条 LULU
演 - 松島庄汰
No.1ホスト。

#### 第7話
大神 仁志
演 - 三宅弘城
職を失い、アルコール使用障害に陥る玲の父親。
米倉
演 - 須田邦裕
玲のアルバイト先の店長。

#### 第8話
綾小路 文江〈79〉
演 - 岩本多代（最終話）
正の祖母。高倉が恋に落ちた相手。
綾小路 卓
演 - 小須田康人
綾小路 聖子
演 - 長野里美
上記2名は優奈の結婚相手である正の両親。

#### 第9話
上武 武史
演 - 天野勝弘
俊介の父親。元家具屋3代目社長。
村瀬
演 - 桜井聖
IT企業「REEM」社員。
西妻
演 - 瀬戸将哉
武史の友人。

#### 最終話
鮫島
演 - 斎藤歩
暴力団組織「極栄会」幹部構成員。
長沼 誠二
演 - 中根徹
極栄会と対立する暴力団組織「増川組」組長。
新入生
演 - 高野漁
住職。

## スタッフ
- 脚本 - 林宏司
- 音楽 - 富貴晴美
- 演出 - 生野慈朗、山室大輔、池田克彦、大内舞子
- 主題歌 - 三浦大知「Anchor」（SONIC GROOVE）
- 演出補 - 大内舞子、池田克彦、加藤尚平、松木彩、宮﨑萌加
- タイトル - 井田久美子
- 劇中音楽協力 - 兼松衆
- 各話協力スタッフ
  - 第1話
    - キャラクターデザイン - すめらぎ琥珀（第3話）
    - アクション協力 - ユーデンフレームワークス（第4話）
    - 格闘技指導 - 総合格闘技道場CAVE

  - 第2話
    - アイドル協力 - DEARSTAGE Inc.
    - アイドル出演 - 妄想キャリブレーション
    - 楽曲協力 - 利根川貴之
    - 振付協力 - Yumiko、立石真由香

  - 第3話
    - 漫画指導・作品制作協力 - 小松大幹（最終話）、講談社
    - 絵画彩色 - 山本祥子
    - マンガ協力 - 大岩ケンジ、KADOKAWA、代々木アニメーション学院

  - 第4話
    - GID監修 - 針間克己（第5話 - 第7話）

  - 第5話
    - フットサル指導 - 府中アスレティックフットボールクラブ

  - 第6話
    - 撮影協力 - TOP DANDY 1st

  - 第7話
    - 精神科監修 - 重盛憲司
- プロデューサー - 鈴木早苗、飯田和孝
- プロデューサー補 - 佐々木雅之、川口舞
- 製作著作 - TBS

## 放送日程
| 各話                                                      | 放送日  | ラテ欄                                                                   | 演出     | 視聴率 |
| --------------------------------------------------------- | ------- | ------------------------------------------------------------------------ | -------- | ------ |
| 第1話                                                     | 1月17日 | つかんだ手は離さない! ワケあり教師とワケあり生徒の人生再生逆転ストーリー | 生野慈朗 | 10.6%  |
| 第2話                                                     | 1月24日 | 生徒の夢を応援する教師と傷ついた定時制生徒達の友情物語                   | 山室大輔 | 07.3%  |
| 第3話                                                     | 1月31日 | いくつになっても人生はやり直せる?                                        | 池田克彦 | 07.3%  |
| 第4話                                                     | 2月07日 | カミングアウト! 実は俺…涙の友情と驚愕! 新たな登場人物                    | 生野慈朗 | 05.1%  |
| 第5話                                                     | 2月14日 | 女になった父、親子の絆と事件の結末                                       | 山室大輔 | 05.2%  |
| 第6話                                                     | 2月21日 | 第2部スタート! 孤独な主婦の恋と男の野望、嘘、裏切り!                     | 山室大輔 | 05.3%  |
| 第7話                                                     | 2月28日 | 学校で殺人事件発生!? 18歳少女が告白! 家族の秘密と決断                    | 生野慈朗 | 05.5%  |
| 第8話                                                     | 3月07日 | 心中!? 愛の逃避行! 破滅! 退学! 卒業目前、次々騒動勃発!                   | 大内舞子 | 06.5%  |
| 第9話                                                     | 3月14日 | 最終章 命賭けの土下座! 金か友情か? 卒業目前、永遠の別れ                  | 山室大輔 | 05.5%  |
| 最終話                                                    | 3月21日 | 卒業式ボイコット! 秘められた過去と友達の死、涙の告白                     | 生野慈朗 | 06.0%  |
| 平均視聴率 6.5%（視聴率は関東地区・ビデオリサーチ社調べ） |         |                                                                          |          |        |

## 関連作品
- めだか - フジテレビ系列で放送された連続ドラマ
- 美咲ナンバーワン!! - 日本テレビ系で放送された連続ドラマ。元キャバ嬢が主人公の教師である設定が共通する。